# کلمنت کوارتی
کلمنت کوارتی (انگلیسی: Clement Quartey؛ ۱۲ آوریل ۱۹۳۸ – ۲ نوامبر ۲۰۲۴) بوکسور اهل غنا بود.